# Schwarzwand (Goldberggruppe)
Die Schwarzwand (früher auch Schauerkögerl und Schauerköpfl) ist ein 2204 m ü. A. hoher Berg in der Goldberggruppe der Zentralalpen im österreichischen Bundesland Salzburg.

## Lage und Umgebung
Der Gipfel der Schwarzwand erhebt sich an der Grenze zwischen den Gemeinden Bad Hofgastein im Süden und Dorfgastein im Norden. Der Berg bildet gen Norden eine steile Felswand. Ein Gipfelkreuz wurde 2016 errichtet. Zu den Bergen in der Umgebung zählen der 2175 m ü. A. hohe Jedlkopf im Norden, der 1931 m ü. A. hohe Wachtberg im Nordosten, der 1979 m ü. A. hohe Guggenstein im Süden und der 2454 m ü. A. hohe Kramkogel im Südwesten.
An den Hängen der Schwarzwand erstrecken sich zwei Almen. Die Biberalm im Osten gehört zur Ortschaft Breitenberg. Sie ist vom Gipfel über die Hohe Scharte zu erreichen. Die zur Ortschaft Wieden gehörende Schmaranzalm liegt im Westen jenseits der Schwarzwandscharte. Mehrere Weitwanderwege führen über die Schwarzwand: der Rupertiweg im Norden, Osten und Süden, der Salzburger Almenweg im Osten und Süden sowie der Zentralalpenweg im Norden und Osten. Die Mountainbikestrecke Biberalm–Wiedneralm beginnt im Ortszentrum von Bad Hofgastein.

## Geologie
Der Gipfelbereich der Schwarzwand ist von Prasinit und Amphibolit geprägt. Daran schließen im Süden Marmor, Phyllit und Glimmerschiefer und im Norden klastisches Sediment an.

## Fauna und Flora
Die Gamswild-Ruhezone Schwarzwand an den südlichen Hängen darf von 1. Dezember bis 31. Mai nicht betreten werden. An den unteren Hängen finden sich abschnittsweise Grünerlen-Buschwälder.